# استیونس ۳۸۵۴۰
سیارک ۳۸۵۴۰ (به انگلیسی: 38540 Stevens، نامگذاری:1999VG2) سی و هشت هزار و پانصد و چهلمین سیارک کشف شده‌است که در ۵ نوامبر ۱۹۹۹ کشف شد.